# 弦楽五重奏曲第3番 (モーツァルト)
弦楽五重奏曲第3番 ハ長調 K. 515 は、ヴォルフガング・アマデウス・モーツァルトが1787年に作曲した弦楽五重奏曲。

## 曲の特徴
モーツァルト自身の手による作品目録によれば、本作は1787年4月19日にウィーンで完成したと記されており、モーツァルトが31歳、全盛期と言っていい時期に作曲された。6曲あるモーツァルトの弦楽五重奏曲のうち、第4番（K. 516）と本作はハ長調とト短調のペアで作曲され、翌年1788年に作曲された交響曲第40番（K. 550）と交響曲第41番『ジュピター』（K. 551）のペアとも擬せられる。美しい緩徐楽章と見事な構成を持つ終楽章は確かに、モーツァルト全盛期の完成度を持ち、本作は室内楽の分野において『ジュピター交響曲』に比肩し得る風格を持つと評価される。また、他の弦楽五重奏曲とは異なり、ヴァイオリンとチェロとの掛け合いが多く見られることも注目に値する。
出版は第4番と共に、モーツァルトが借金を重ねていたヨハン・ミヒャエル・プフベルクの所から予約出版することを翌1788年4月2日に「ウィーン新聞」で発表していたが、売れ行きが芳しくなかったために出版を1年延長すると6月25日に同新聞で発表し、結局出版は1789年になってアルタリア社から行われた。

## 曲の構成
全4楽章、演奏時間は約35分。なお、初版では第2楽章と第3楽章が現在のものとは逆であった。この楽章配置による演奏も一部では行われている。
- 第1楽章 アレグロ
ハ長調、4分の4拍子、ソナタ形式。
お使いのブラウザーでは、音声再生がサポートされていません。音声ファイルをダウンロードをお試しください。
内声3声による和音の刻みを背景に、チェロと第1ヴァイオリンが力強い第1主題を呈示する。
- 第2楽章 アンダンテ
ヘ長調、4分の3拍子、ソナタ形式。
お使いのブラウザーでは、音声再生がサポートされていません。音声ファイルをダウンロードをお試しください。
モーツァルトの音楽の中でも無類の美しさをもつもの。第1ヴァイオリンと第1ヴィオラの二重協奏曲的な対話により音楽は進められる。
- 第3楽章 メヌエット：アレグレット
ハ長調 - ヘ長調、4分の3拍子、複合三部形式。
お使いのブラウザーでは、音声再生がサポートされていません。音声ファイルをダウンロードをお試しください。
お使いのブラウザーでは、音声再生がサポートされていません。音声ファイルをダウンロードをお試しください。
溢れる楽想が5声で展開される。
- 第4楽章 アレグロ
ハ長調、4分の2拍子、ロンド風のソナタ形式。
お使いのブラウザーでは、音声再生がサポートされていません。音声ファイルをダウンロードをお試しください。
比較的単純な2つの主題が様々に変化され、439小節にも及ぶ大きな構成をもつ終楽章である。5声は完全に駆使され、豊かな響きを奏でる。